# Alexander Östlund
Pour les articles homonymes, voir Östlund.
Alexander Östlund est un footballeur suédois né le 2 novembre 1978 à Åkersberga (Suède). Il jouait au poste d'arrière droit.
Ce joueur a participé à l'Euro 2004 avec l'équipe de Suède.

## Sélections
- 22 sélections (0 but) avec l'équipe de Suède entre 2003 et 2006

## Palmarès
AIK Solna
- Champion de Suède (1) : 1998
- Vainqueur de la Coupe de Suède (1) : 1996